# Nobelpriset
Nobelpriset är årliga internationella utmärkelser, som av tre svenska och en norsk institution tilldelas personer som "gjort mänskligheten den största nytta" inom fysik, kemi, fysiologi eller medicin, litteratur och fredsarbete. Priserna fastställdes av dynamitens uppfinnare, Alfred Nobel, genom hans testamente från 1895, och delades ut första gången 1901. Varje nobelpris anses som den mest prestigefyllda utmärkelsen inom sitt område.
Priserna delas ut i Sveriges huvudstad Stockholm, undantaget fredspriset som istället utdelas i Oslo, Norge. Pristagarna tillkännages med en per dag under perioden 1–10 oktober (ofta beskrivet som "mitten av oktober"), och utdelningen sker på Nobeldagen den 10 december.
Nobelpriset i fysik och kemi utses av Kungliga Vetenskapsakademien. Nobelförsamlingen vid Karolinska institutet utser nobelpristagare i fysiologi eller medicin, och Svenska Akademien utser nobelpristagare i litteratur. Nobels fredspris utses inte av en svensk organisation utan av den Norska Nobelkommittén.
Varje mottagare, eller pristagare, tilldelas en guldmedalj, ett diplom och en summa pengar som är beroende på Nobelstiftelsens inkomster det året. År 2012 var varje pris värt 8 miljoner kronor. Priset kan inte tilldelas postumt, ett pris får heller inte delas av fler än tre personer. Men om en person tilldelas ett pris och dör före utdelningen kan priset ändå tilldelas.  Det genomsnittliga antalet pristagare per pris har successivt ökat under 1900-talet.

## Historia

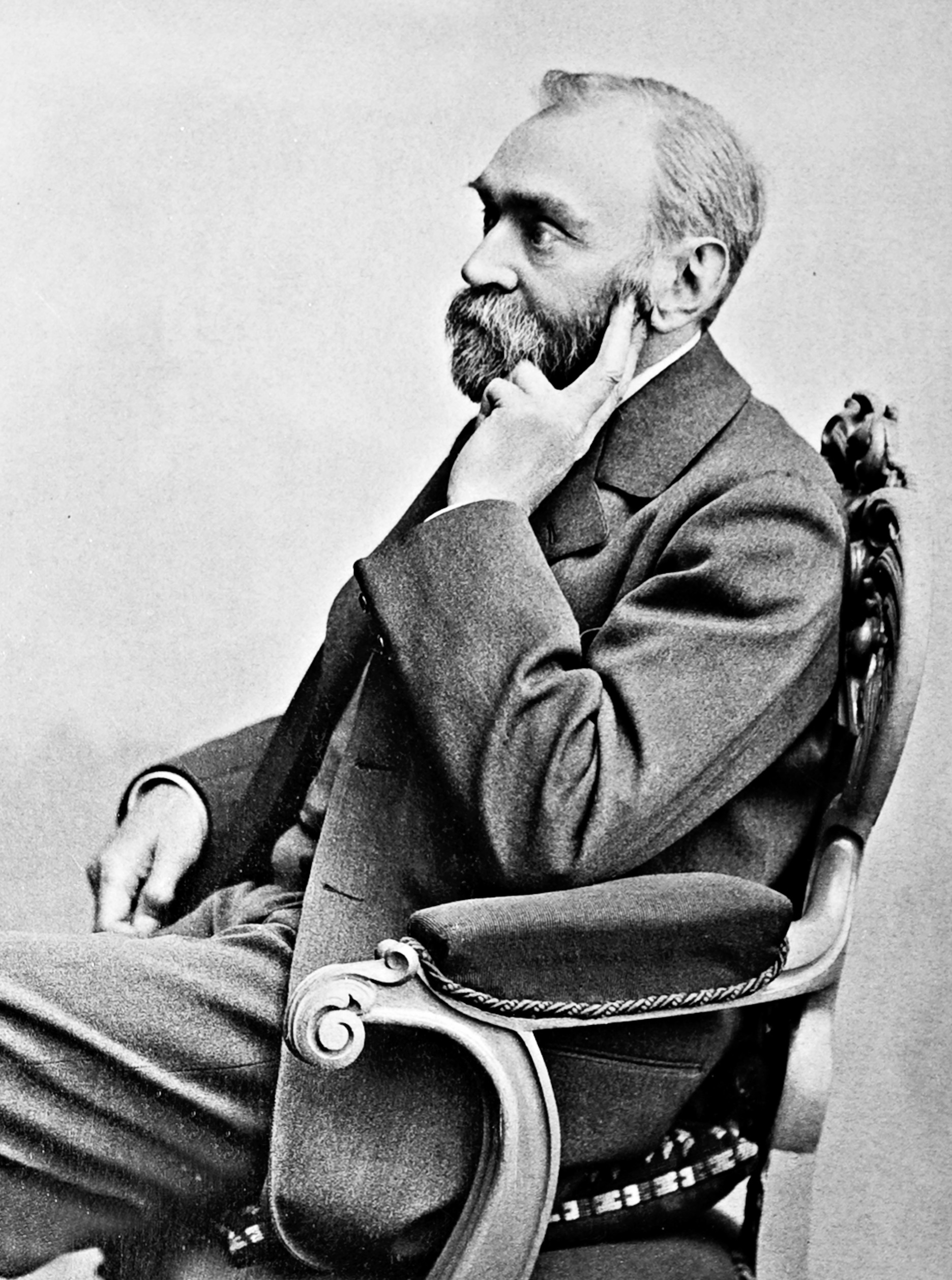
Alfred Nobel, fotografi av Gösta Florman.

Alfred Nobel föddes den 21 oktober 1833 i Stockholm, i en familj av ingenjörer. Han var kemist, ingenjör och uppfinnare. År 1895 köpte Alfred Nobel Bofors järn- och stålverk, som han konverterade till en stor vapentillverkare. Nobel hade samlat ihop en förmögenhet under sin livstid, det mesta från hans 355 uppfinningar, där dynamit är den mest kända. År 1888 hade Alfred den obehagliga överraskningen att läsa sin egen dödsruna, med titeln ‘Dödens köpman är död’ i en fransk tidning. Eftersom det var Alfreds bror Ludvig som hade dött, var dödsrunan åtta år för tidig. Alfred var besviken på vad han läst och bekymrade sig för hur han skulle bli ihågkommen. Detta inspirerade honom att ändra sitt testamente. Den 10 december 1896 dog Alfred Nobel i sin villa i San Remo, Italien av hjärnblödning vid 63 års ålder.
Till mångas förvåning, begärde Nobels testamente att hans förmögenhet skulle användas för att skapa en rad priser för de som ger den "största nytta till mänskligheten" i fysik, kemi, fred, fysiologi eller medicin och litteratur. Nobel skrev flera testamenten under sin livstid. Det sista skrevs över ett år innan han dog, och undertecknades vid svensk-norska klubben i Paris den 27 november 1895. Nobel testamenterade 94% av sina totala tillgångar, 31 miljoner kronor för att fastställa de fem nobelprisen. På grund av skepsisen kring testamentet, var det inte förrän den 26 april 1897 den godkändes av Stortinget i Norge. Verkställare av hans testamente var Ragnar Sohlman och Rudolf Lilljeqvist, som bildade Nobelstiftelsen för att ta hand om Nobels förmögenhet och organisera priser.
Medlemmarna i den norska Nobelkommittén som, enligt Nobels anvisningar, skulle utdela fredspriset utsågs strax efter att testamentet godkändes. De övriga prisutdelarorganisationerna följde: Karolinska Institutet den 7 juni, Svenska Akademien den 9 juni, och Kungliga Vetenskapsakademien den 11 juni. Nobelstiftelsen nådde en överenskommelse om riktlinjer för hur priserna skulle utdelats. År 1900 utfärdades Nobelstiftelsens nyetablerade stadgar av kung Oscar II. År 1905 upplöstes svensk-norska unionen. Därefter var Norges Nobelkommitté fortfarande ansvariga för tilldelningen av Nobels fredspris och svenska institutioner förblev ansvariga för de andra priserna. År 1968 instiftade Sveriges riksbank utmärkelsen Sveriges riksbanks pris i ekonomisk vetenskap till Alfred Nobels minne som ofta förknippas med nobelpriset. Detta pris delades ut för första gången 1969. Även om det inte officiellt är ett nobelpris har dess tillkännagivande och utdelande gjorts tillsammans med de andra priserna.

### Nobelstiftelsen

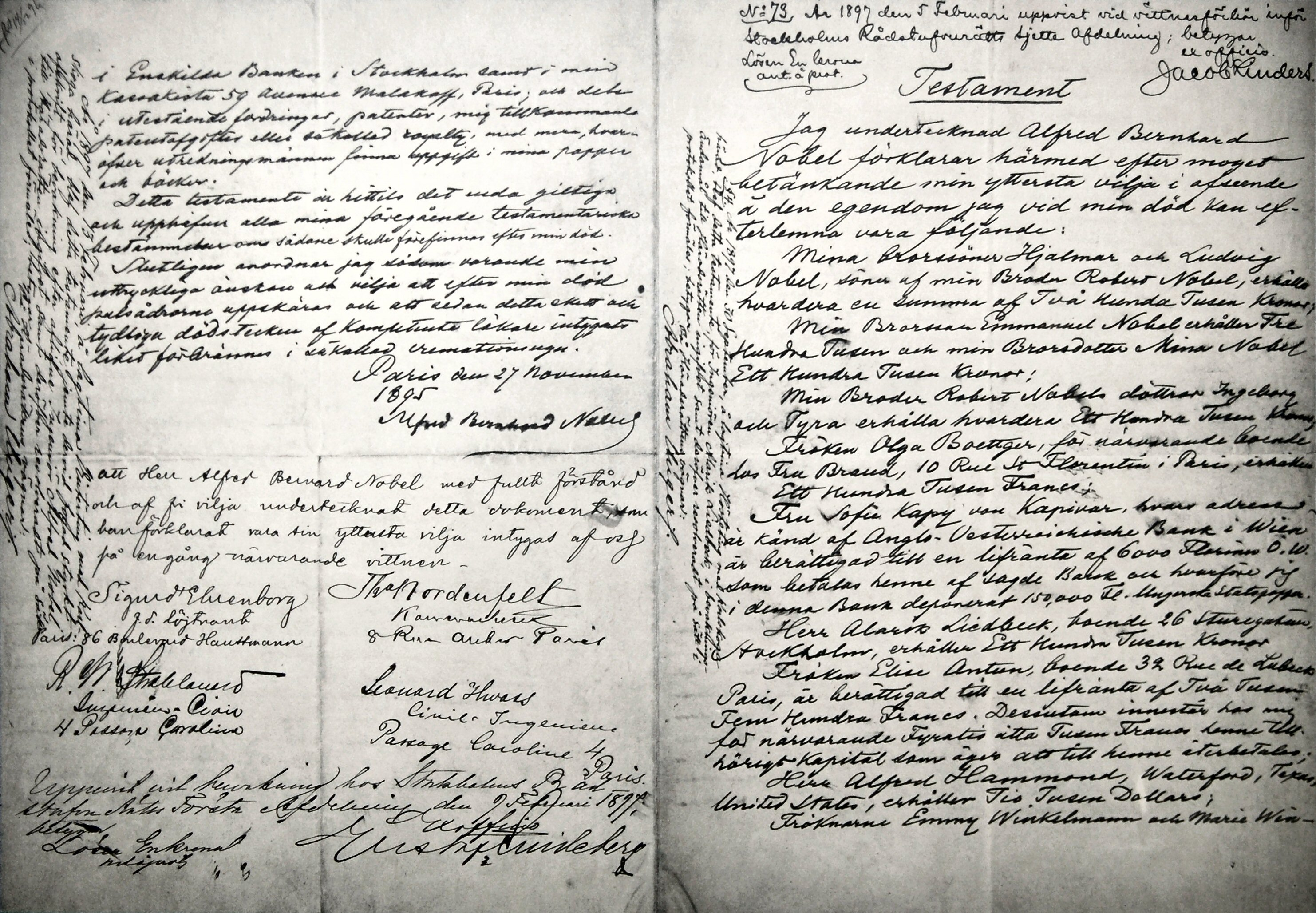
Alfred Nobels testamente angav att 94% av hans totala tillgångar skall användas för att fastställa nobelprisen.

Nobelstiftelsen grundades som en privat organisation den 29 juni 1900, för att sköta Nobelprisets ekonomi och administration. I enlighet med Nobels testamente var den primära uppgiften för stiftelsen att förvalta förmögenheten som Nobel efterlämnade. Robert och Ludvig Nobel var inblandade i oljebranschen i Azerbajdzjan och enligt svenska historikern E. Bargengren, som haft tillgång till familjen Nobels arkiv, var det detta "beslut att tillåta indragning av Alfreds pengar från Baku som blev den avgörande faktorn som gjorde att nobelpriserna kom att upprättas". En annan viktig uppgift för Nobelstiftelsen är att marknadsföra priserna internationellt och övervaka informell administration relaterad till priserna. Stiftelsen är inte involverad i processen att utse mottagare av nobelpriset. På många sätt liknar Nobelstiftelsen ett investmentbolag, eftersom den investerar Nobels pengar för att skapa en solid finansieringsbas för priserna och den administrativa verksamheten. Nobelstiftelsen är befriad från alla skatter i Sverige (sedan 1946) och från investeringsskatter i USA (sedan 1953). Sedan 1980-talet har stiftelsens investeringar blivit mer lönsamma och den 31 december 2015 uppgick det totala värdet på placeringskapitalet som kontrolleras av Nobelstiftelsen till 3854 miljoner svenska kronor.
Enligt stadgarna ska stiftelsen bestå av en styrelse med fem svenska eller norska medborgare, med säte i Stockholm. Styrelsens ordförande bör utses av det svenska riksrådet och de övriga fyra ledamöterna ska utses av förvaltarna av de prisutdelande institutionerna. En verkställande direktör väljs bland styrelsens ledamöter, en biträdande direktör utses av riksrådet, och två suppleanter utses av förvaltarna. Dock har alla medlemmar i styrelsen sedan 1995 valts av förvaltarna, och den verkställande direktören och den biträdande direktören utses av styrelsen själv. Förutom styrelsen utgörs Nobelstiftelsen, som består av de prisutdelande institutionerna (Kungliga Svenska Vetenskapsakademien, Nobelförsamlingen, Svenska Akademien och den norska Nobelkommittén), av förvaltare av dessa institutioner och revisorer.

### Utdrag av testamentet
| ”                                                   | Jag undertecknad Alfred Bernhard Nobel förklarar härmed efter moget övervägande min yttersta vilja i afseende å den egendom jag vid min död kan efterlemna vara följande: (...) Öfver hela min återstående realiserbara förmögenhet förfares på följande sätt: Kapitalet av utredningsmännen realiseradt till säkra värdepapper skall utgöra en fond, hvars ränta årligen utdelas som prisbelöning åt dem som under det förlupna året hafva gjort menskligheten den största nytta. Räntan delas i fem lika delar som tillfalla: en del till den som inom fysikens område har gjort den vigtigaste upptäckt eller uppfinning; en del den som har gjort den vigtigaste kemiska upptäckt eller förbättring; en del den som har gjort den vigtigaste upptäckt inom fysiologiens eller medicinens domän; en del som inom litteraturen har produceradt det utmärktaste i idealisk rigtning; och en del åt den som har verkat mest eller best för folkens förbrödrande och avskaffande eller minskning av stående arméer samt bildande och spridande av fredskongresser. Prisen för fysik och kemi utdelas av Svenska Vetenskapsakademien; för fysiologien eller medicinska arbeten av Carolinska Institutet i Stockholm; för litteratur av Akademien i Stockholm samt för fredsförfäktare af ett utskott af fem personer som väljas af Norska Stortinget. Det är min uttryckliga vilja att vid prisutdelningarna intet afseende fästes vid någon slags nationstillhörighet sålunda att den värdigaste erhåller priset antingen han är skandinav eller ej.[...] Detta testamente är hittills det enda giltiga och upphäver alla mina föregående testamentariska testamenten om sådana skola förefinnas efter min död. Slutligen anordnar jag som varande min uttryckliga önskan och vilja att efter min död pulsådrorna uppskäras och att sedan detta skett och tydliga dödstecken af kompetenta läkare intygats, liket förbrännes i så kallad cremationsugn. | „ |
| – Paris den 27 november 1895, Alfred Bernhard Nobel | |   |

### Första utdelningen

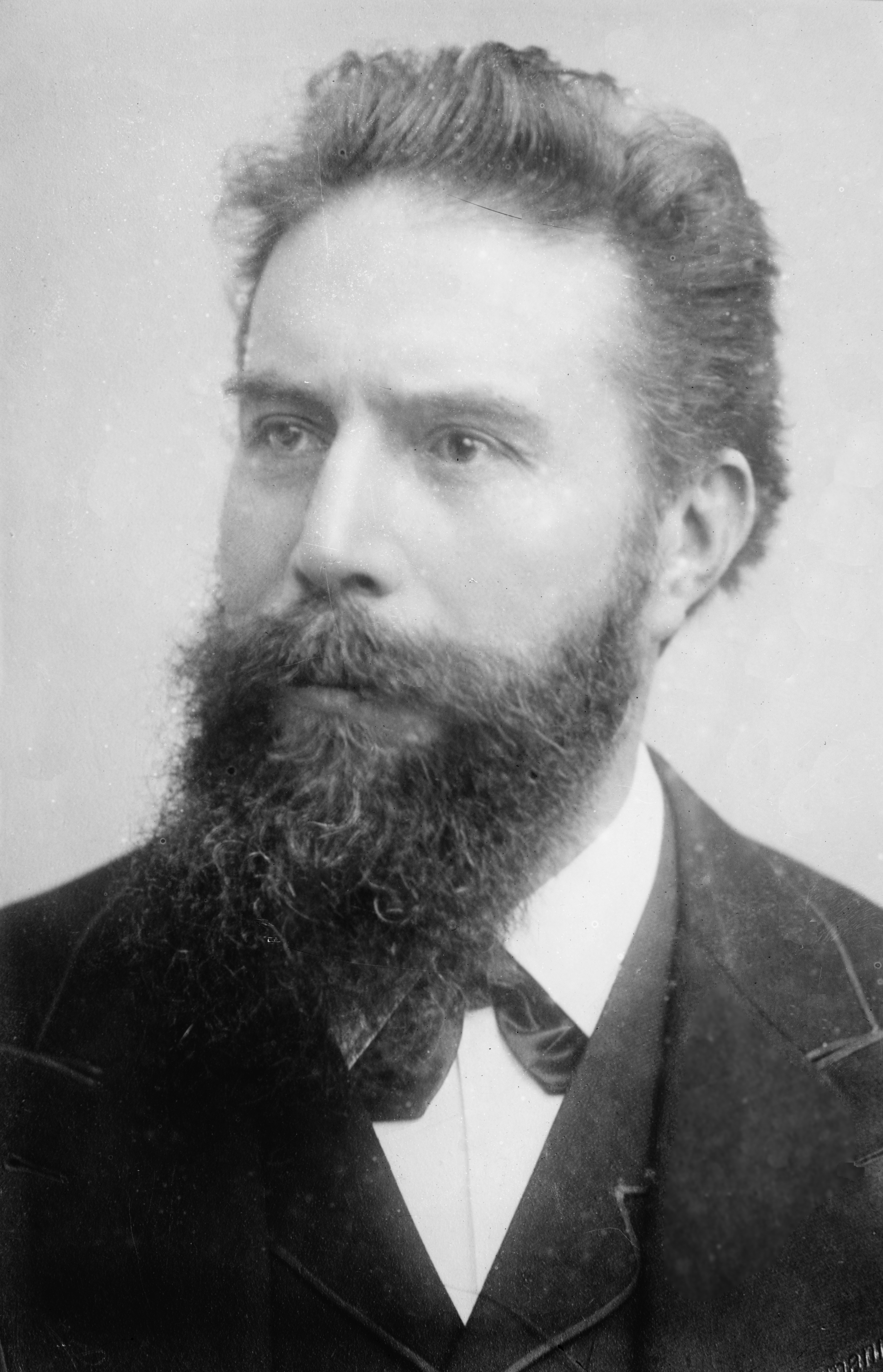
Wilhelm Conrad Röntgen fick det första fysikpriset för sin upptäckt av röntgenstrålning.

När Nobelstiftelsen och dess riktlinjer var på plats började Nobelkommittéerna samla nomineringar till invigningspriserna; därefter sände de en lista över preliminära kandidater till de prisutdelande institutionerna. Den norska Nobelkommittén utsåg förgrundsgestalter som Jørgen Løvland, Bjørnstjerne Bjørnson och Johannes Steen för att ge Nobels fredspris trovärdighet. Kommittén tilldelade fredspriset till två förgrundsgestalter i den växande fredsrörelsen i slutet av 1800-talet: Frédéric Passy var en av grundarna av den interparlamentariska unionen och Henry Dunant var grundare av Internationella Rödakorskommittén.
Slutlistan för Nobelkommitténs fysikpris hänvisade till Wilhelm Conrad Röntgens upptäckt av röntgenstrålning och Philipp Lenards arbete med katodstrålar. Vetenskapsakademien utsåg Röntgen till pristagare. Under 1800-talets sista decennier hade många kemister gjort betydande framsteg. Följaktligen stod akademin, när det gällde kemipriset, "huvudsakligen inför att bara bestämma i vilken ordning dessa forskare bör få priset." Akademin fick 20 nomineringar, elva av dem för Jacobus Henricus van ’t Hoff. Van't Hoff belönades för sina insatser i kemisk termodynamik.
Svenska Akademien utsåg poeten Sully Prudhomme till den första nobelpristagaren i litteratur. En grupp, inklusive 42 svenska författare, konstnärer och litteraturkritiker protesterade mot detta beslut, eftersom man förväntade sig att Lev Tolstoj skulle få priset. Vissa, däribland Burton Feldman, har kritiserat det här priset för att de anser att Prudhomme var en medioker poet. Feldmans förklaring är att de flesta av Akademiens ledamöter föredrog viktoriansk litteratur, och därmed valde en viktoriansk poet. Det första priset i fysiologi eller medicin gick till den tyske fysikern och mikrobiologen Emil von Behring. Under 1890-talet utvecklade von Behring ett antitoxin för att behandla difteri, som fram till dess orsakade tusentals dödsfall varje år.

### Andra världskriget
År 1938 och 1939 förbjöd Adolf Hitlers Tredje rike tre pristagare från Tyskland (Richard Kuhn, Adolf Friedrich Johann Butenandt och Gerhard Domagk) att ta emot sina priser. Alla tre kunde senare ta emot diplom och medalj. Trots att Sverige var officiellt neutralt under andra världskriget utdelades priserna oregelbundet. År 1939 utdelades inte fredspriset. Inget pris utdelades i någon kategori 1940–42, på grund av den tyska ockupationen av Norge. Påföljande år utdelades alla priser förutom de för litteratur och fred.
Under ockupationen av Norge gick tre medlemmar i den norska Nobelkommittén i exil. De kvarvarande medlemmarna undgick förföljelse från nazisterna när Nobelstiftelsen uppgav att Kommitténs byggnad i Oslo var svensk egendom. Sålunda var det en fristad från den tyska militären som inte var i krig med Sverige. Dessa medlemmar höll kommitténs arbete igång men delade inte ut några priser. År 1944 såg Nobelstiftelsen, tillsammans med de tre medlemmarna i exil, till att nomineringar lämnades in för fredspris och att priset skulle delas ut igen.

## Tilldelningsprocessen
Tilldelningsprocessen är liknande för alla Nobelpris, den huvudsakliga skillnaden ligger i vem som kan göra nomineringar för vart och ett av dem.

### Nomineringar

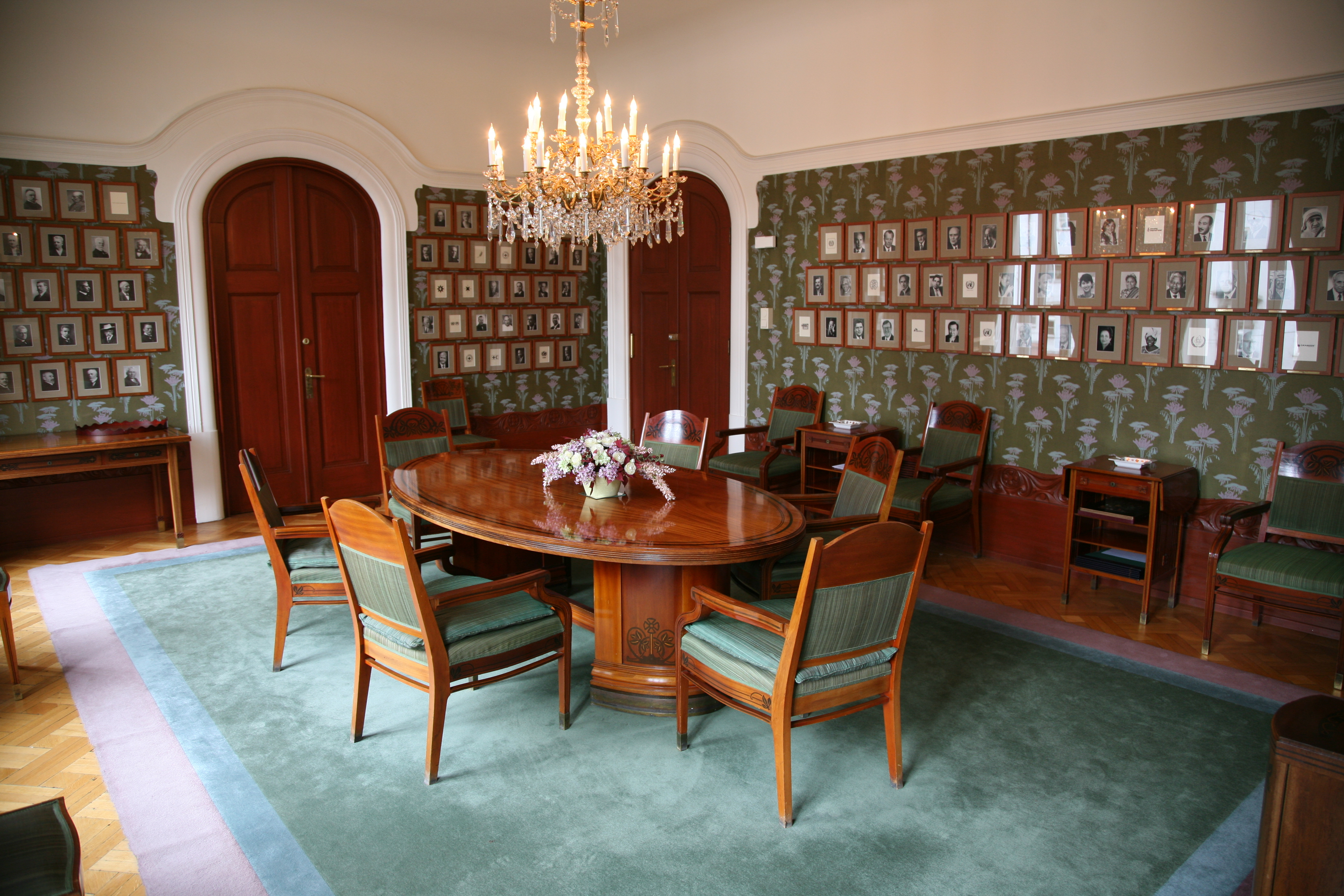
Kommittérummet för den norska Nobelkommittén.

Under september skickas nomineringsformulär ut från de prisutdelande institutionerna för fysik, kemi, medicin, litteratur och den norska Nobelkommittén förbereder sig på att ta emot nomineringar. Antalet individer och organisationer som får nomineringsformulär varierar mellan cirka 700 för litteratur och över 3000 för naturvetenskap. De som har rätt att nominera är ofta akademiker som arbetar inom ett relevant område. För fredspriset skickas förfrågningar till regeringar, medlemmar av internationella domstolar, professorer och rektorer, före detta fredsprismottagare och nuvarande eller tidigare medlemmar av den norska Nobelkommittén.
Tidsfristen för att skicka in nomineringsformulären är den 31 januari det år som priset ska delas ut. Antalet giltiga unika nomineringar är cirka 300 per fält och år. De nominerade är inte offentligt namngivna, inte heller är de medvetna om att de är aktuella för priset. Alla nomineringsprotokoll för ett pris förseglas i 50 år från tilldelningen av priset.

### Urval
Nobelkommittéerna arbetar sedan under året med att ta fram rapporter över kandidaterna, skriven med råd från experter inom relevanta områden. Dessa, tillsammans med förslag på pristagare, lämnas till de prisutdelande institutionerna. Institutionerna möts för att utse en eller flera pristagare inom respektive område genom ett majoritetsbeslut. Deras beslut, som inte kan överklagas, meddelas omedelbart efter omröstningen.
Högst tre pristagare och två olika arbeten kan väljas per utmärkelse. Med undantag för fredspriset, som kan ges till institutioner, kan priser endast ges till enskilda personer.

### Postuma nomineringar
Trots att avlidna kandidater inte är tillåtna, var personer som dog under två månader mellan sin nominering och beslut i priskommittén ursprungligen berättigade att tilldelas priset postumt. 
Detta skedde två gånger: litteraturpriset tilldelades 1931 Erik Axel Karlfeldt och fredspriset tilldelades 1961 FN:s generalsekreterare Dag Hammarskjöld. Sedan 1974 måste pristagare vara vid liv vid tidpunkten för offentliggörandet i oktober.
Endast en pristagare har avlidit efter att priset tillkännagavs, men innan det delades ut, William Vickrey. 2011 tilldelade Nobelkommittén Ralph Steinman nobelpriset utan att veta om att han sedan några dagar var död. Det beslutades att han skulle få behålla priset eftersom utnämnandet hade skett i god tro.

### Offentliggöranden
Tillkännagivandet av årets nobelpris sker i regel i början av oktober varje år. Det sker ofta den första hela veckan av månaden, med ett offentliggörande per dag. Traditionen är man inleder med fysiologi eller medicin på måndag, fysik på tisdag, kemi på onsdag, litteratur på torsdag och fred på fredag. Detta kompletteras med ekonomipriset nästföljande måndag. Tillkännagivandena liknar ofta presskonferenser, med en representant för respektive nobelpriskommitté som läser upp vinnare och motiver, följt av fotografering och följdfrågor. Under veckan är massmedietrycket högt på de olika prisvinnarna, med reportage och intervjuer i olika medier.
Denna vecka omnämns ibland som en "nobelvecka". Detta kan leda till missförstånd, på grund av den officiella Nobelveckan inför och runt Nobeldagen den 10 december varje år.

### Fördröjning av erkännande
Nobels testamente föreskriver att priserna ges ut som ett erkännande av upptäckter som gjorts "under föregående år". Under de första åren erkände utmärkelserna vanligen de senaste upptäckterna. Men vissa av dessa tidiga upptäckter misskrediterades senare. För att undvika denna förlägenhet erkände utmärkelserna alla vetenskapliga upptäckter som hade motstått tidens tand. Enligt Ralf F. Pettersson, tidigare ordförande för Nobelkommittén för fysiologi eller medicin, kan "kriteriet ‘föregående år’ tolkas av Nobelförsamlingen som året då den fulla effekten av upptäckten har blivit uppenbara."
Tidsrymden från prestation till belöning varierar från vetenskapsgren till vetenskapsgren. Litteraturpriset tilldelas normalt som erkännande av ett samlat livsverk snarare än en enda prestation. Fredspriset kan också belöna livsverk. Till exempel belönades 2008 Martti Ahtisaari för sitt arbete att lösa internationella konflikter. Det kan dock även delas ut för särskilda händelser. Till exempel tilldelades Kofi Annan fredspriset 2001 bara fyra år efter att han blivit generalsekreterare i FN. På samma sätt fick Yassir Arafat, Yitzhak Rabin och Shimon Peres utmärkelsen 1994, ett drygt år efter att de slutit Osloavtalet.
Utmärkelserna för fysik, kemi och medicin kräver att betydelsen av prestationen är "testad av tid." I praktiken är fördröjningen mellan upptäckten och tilldelning normalt 20 år eller mer. Till exempel delade Subrahmanyan Chandrasekhar 1983 års fysikpris för sitt arbete under 1930-talet om stjärnornas struktur och utveckling. Inte alla forskare lever tillräckligt länge för att deras arbete ska erkännas. Vissa upptäckter kommer aldrig ifråga för ett pris eftersom deras effekter uppenbaras först efter att deras upptäckare har dött.

## Nobelveckan

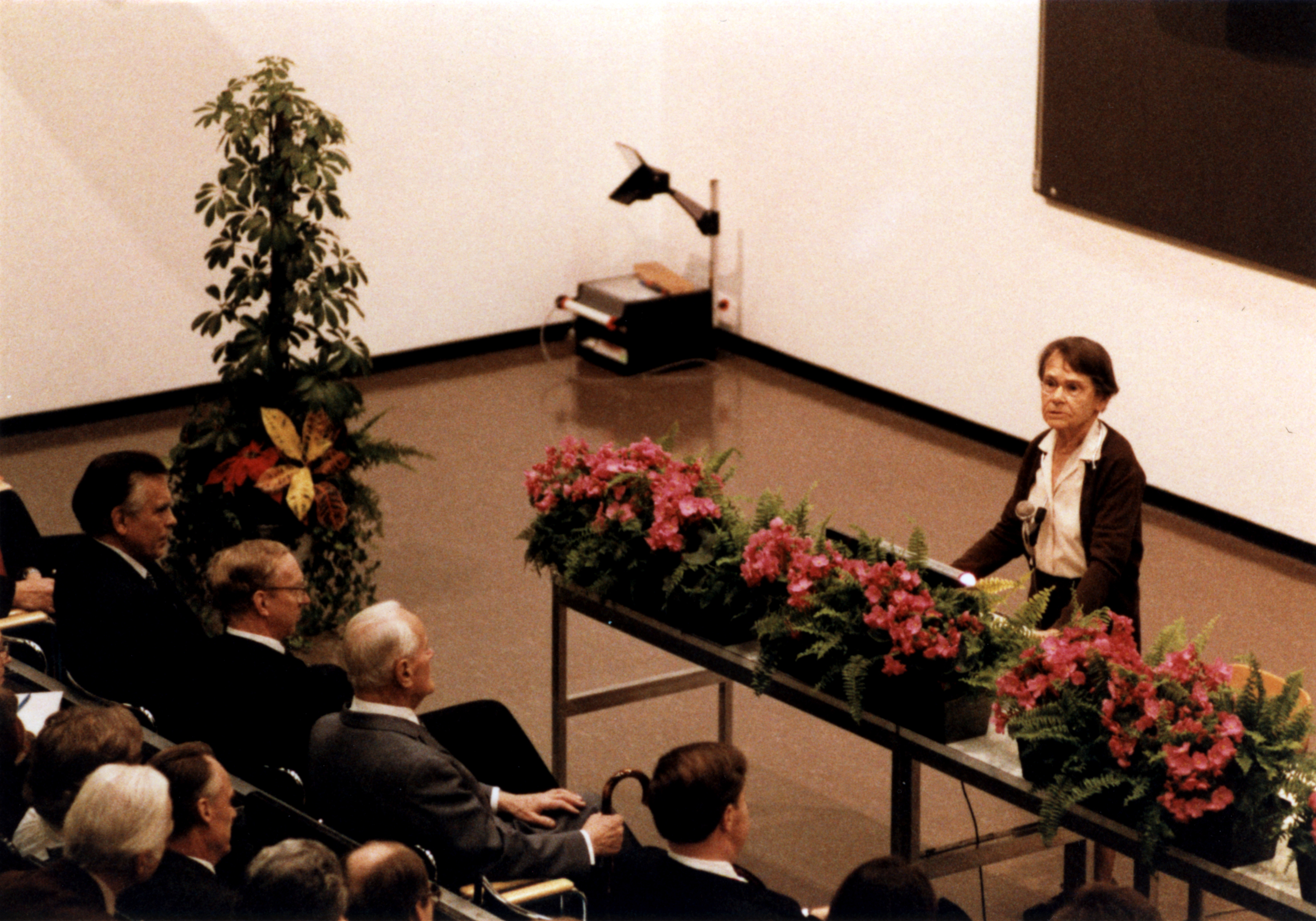
McClintocks nobelföreläsning 1983.

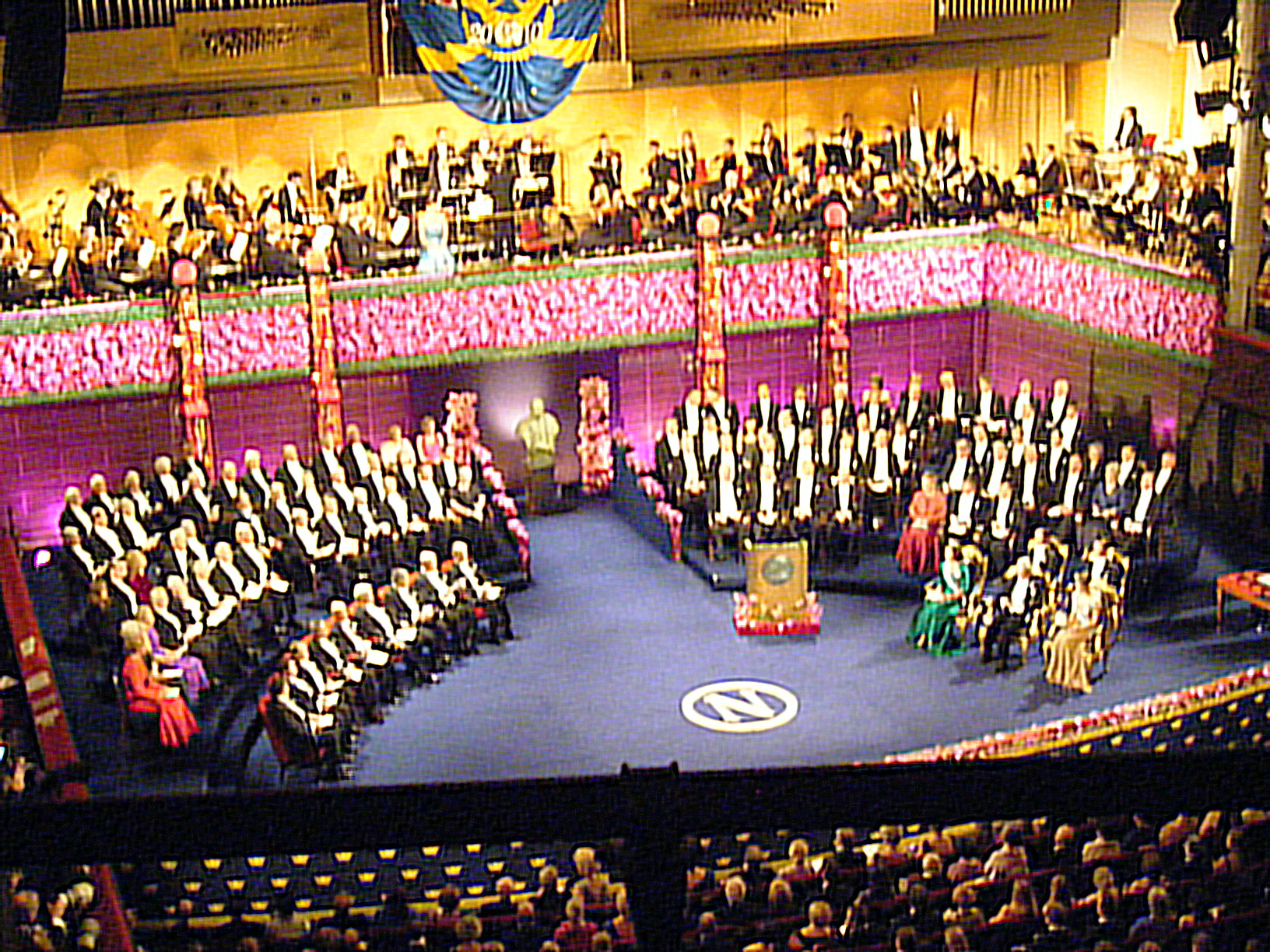
Ceremonin i Konserthuset 2010.

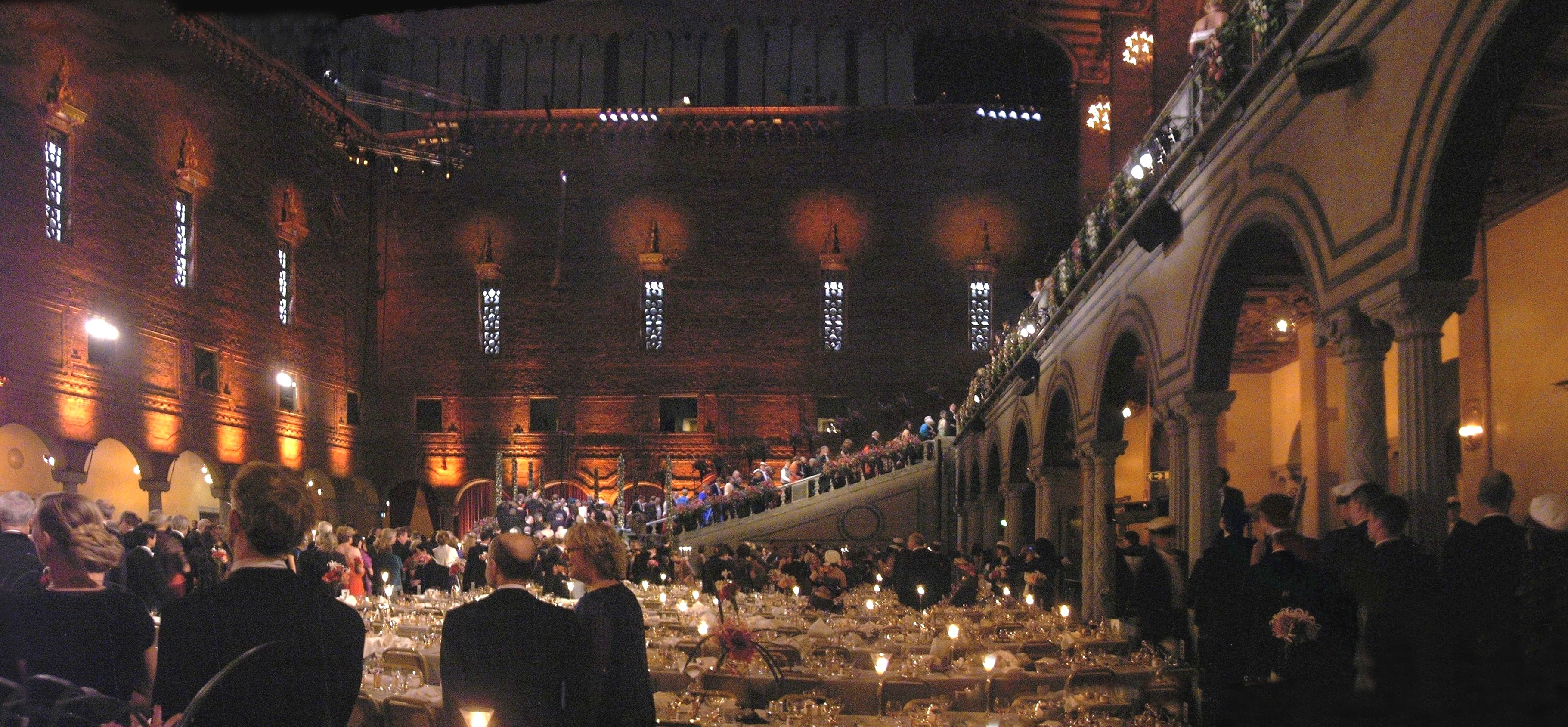
Nobelbanketten i Blå hallen 2005.

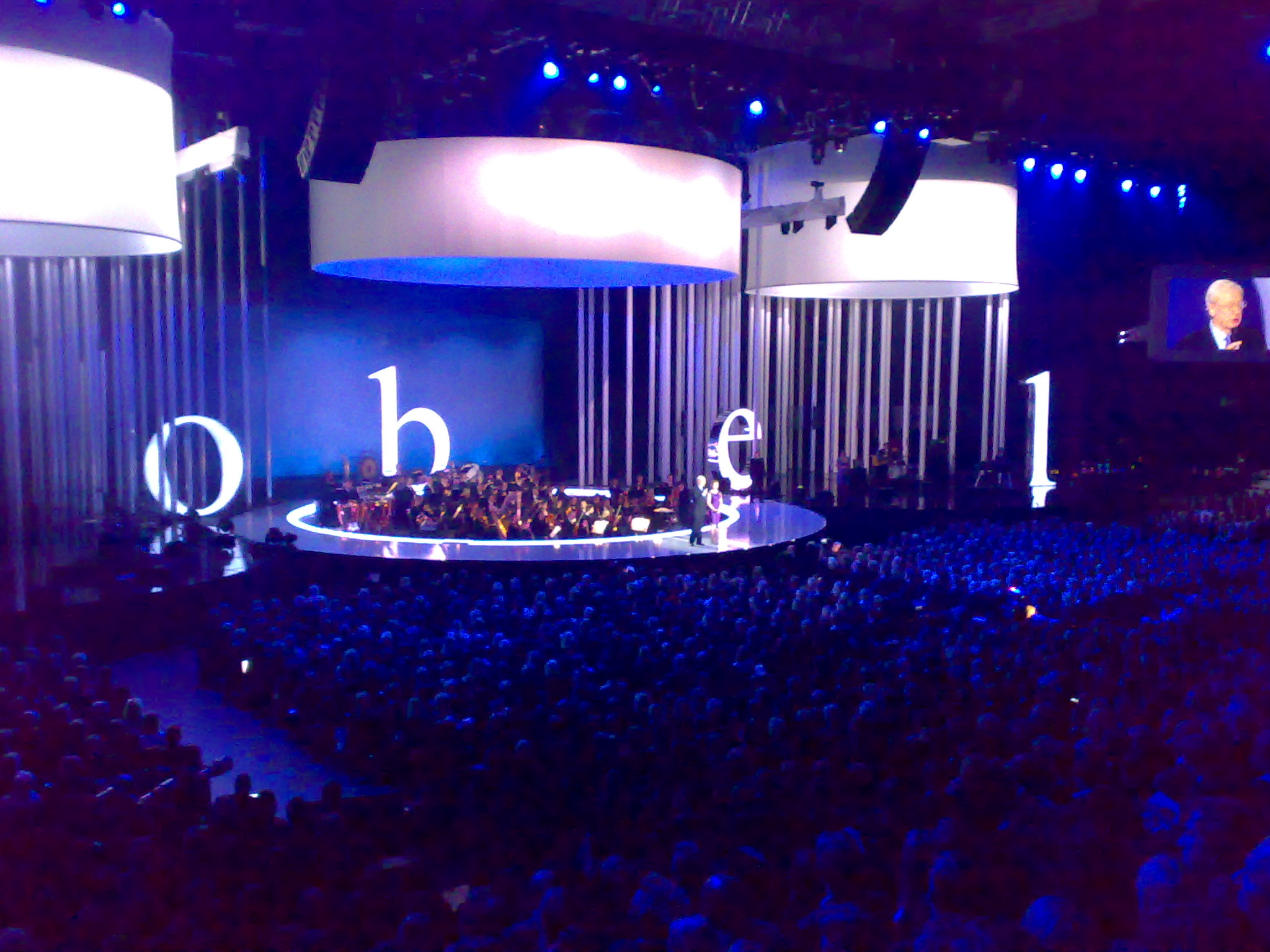
Fredspriskonserten i Oslo 2008.

Nobelprisen delas ut på årsdagen av Nobels död, den 10 december, i Sverige även kallad Nobeldagen. Utdelningen sker i Stockholm och, för fredspriset, i Oslo. Mottagarna av de svenska priserna anländer i regel till Stockholm några dagar innan Nobeldagen med sina närmaste familjer, och stannar ungefär en vecka, kallad Nobelveckan.
Mottagarnas föreläsningar hålls normalt dagarna före prisutdelningen, förutom fredsprismottagaren vars föreläsning vanligen hålls på Nobeldagen. Prisutdelningarna och tillhörande banketter är vanligtvis påkostade och internationellt uppmärksammade evenemang.

### Nobelföreläsningar
Enligt Nobelstiftelsens stadgar ska varje pristagare ge en offentlig föreläsning i en fråga med anknytning till ämnet för sitt pris. Dessa föreläsningar ges normalt under Nobelveckan innan prisutdelningen, men detta är inte obligatoriskt. Pristagaren är endast skyldig att ge föreläsningen inom sex månader efter att ha mottagit priset. Ibland har det dröjt längre än så. Till exempel fick USA:s president Theodore Roosevelt fredspriset år 1906 men gav sin föreläsning år 1910, efter sin mandatperiod. Föreläsningarna anordnas av samma institution som utsett pristagarna.

### Utdelningsceremonier
För de priser som delas ut i Sverige hålls ceremonin i Stockholms konserthus. Den första nobelprisceremonin hölls i Kungliga Musikaliska Akademiens stora sal i Stockholm. Ceremonin för Nobels fredspris hålls i Oslo, där lokalerna har varit Norska Nobelinstitutet (1905–1946), hörsalen vid Universitetet i Oslo (1947–1989), och Oslo rådhus (1990–).
Vid ceremonin i Stockholm stiger varje Nobelpristagare fram och mottar priset ur händerna på Sveriges kung. I Oslo överlämnar den norska Nobelkommitténs ordförande Nobels fredspris i närvaro av Norges kung. Sedan 1902 har Sveriges kung överlämnat alla priser, utom fredspriset, i Stockholm. Till en början godkände inte Oscar II att stora priser gavs till utlänningar, men han sägs ha ändrat sig när han uppmärksammats på värdet av den publicitet för Sverige som dessa priser medförde.

### Nobelfesten i Stockholm
Efter prisutdelningen i Sverige hålls en bankett i Blå hallen i Stockholms stadshus, där den svenska kungafamiljen närvarar som hedersgäster. Pristagarna brukar åtföljas av hela sin familj. Antalet gäster är cirka 1 300, inklusive 200 studenter. Klädseln är högtidsdräkt alternativt folkdräkt. Drottningen har alltid värden, Nobelstiftelsens ordförande, till bordet. Banketten inkluderar trerättersmiddag, underhållning och dans. Före 1930 hölls banketten i Sverige i Vinterträdgården på Stockholms Grand Hôtel Royal.
I samband med att Konserthuset renoverades 1971-1972 delades priset ut i Filadelfiakyrkan 1971 och S:t Eriksmässan i Älvsjö 1972.
Under sittningen håller pristagarna varsitt tal, i regel av en lättsammare karaktär. Efter middagen vidtar dans i Gyllene salen. Banketten och dansen bevakas av Sveriges Television med höga tittarsiffror, och har av hovet jämförts med dess publika spisningar under 1700- och 1800-talen.
Sedan 1978 har en efterfest till Nobelfesten, kallad Nobel NightCap, arrangerats av fyra studentkårer i Stockholm.

### Firande i Oslo
Nobels fredsprisbankett hålls i Oslo på Grand Hôtel efter prisutdelningen. Förutom pristagarna är övriga gäster ordföranden i Stortinget, statsministern och (sedan 2006) Norges kungapar. Vid Nobels fredsprisbankett för 250 gäster, inklusive pristagaren och kungen och drottningen av Norge, serveras en femrättersmåltid. En eller två dagar efter prisutdelningen i Oslo hålls sedan 1994 även en stor fredspriskonsert med internationella artister.
Enda gången hittills som banketten i Oslo ställdes in var 1979, eftersom pristagaren Moder Teresa vägrade att delta och sade att pengarna hellre borde gå till de fattiga. Moder Teresa anordnade en juldagsmiddag för tvåtusen hemlösa för de motsvarande sjutusen dollar som banketten skulle ha kostat.

## Priser

### Medaljer

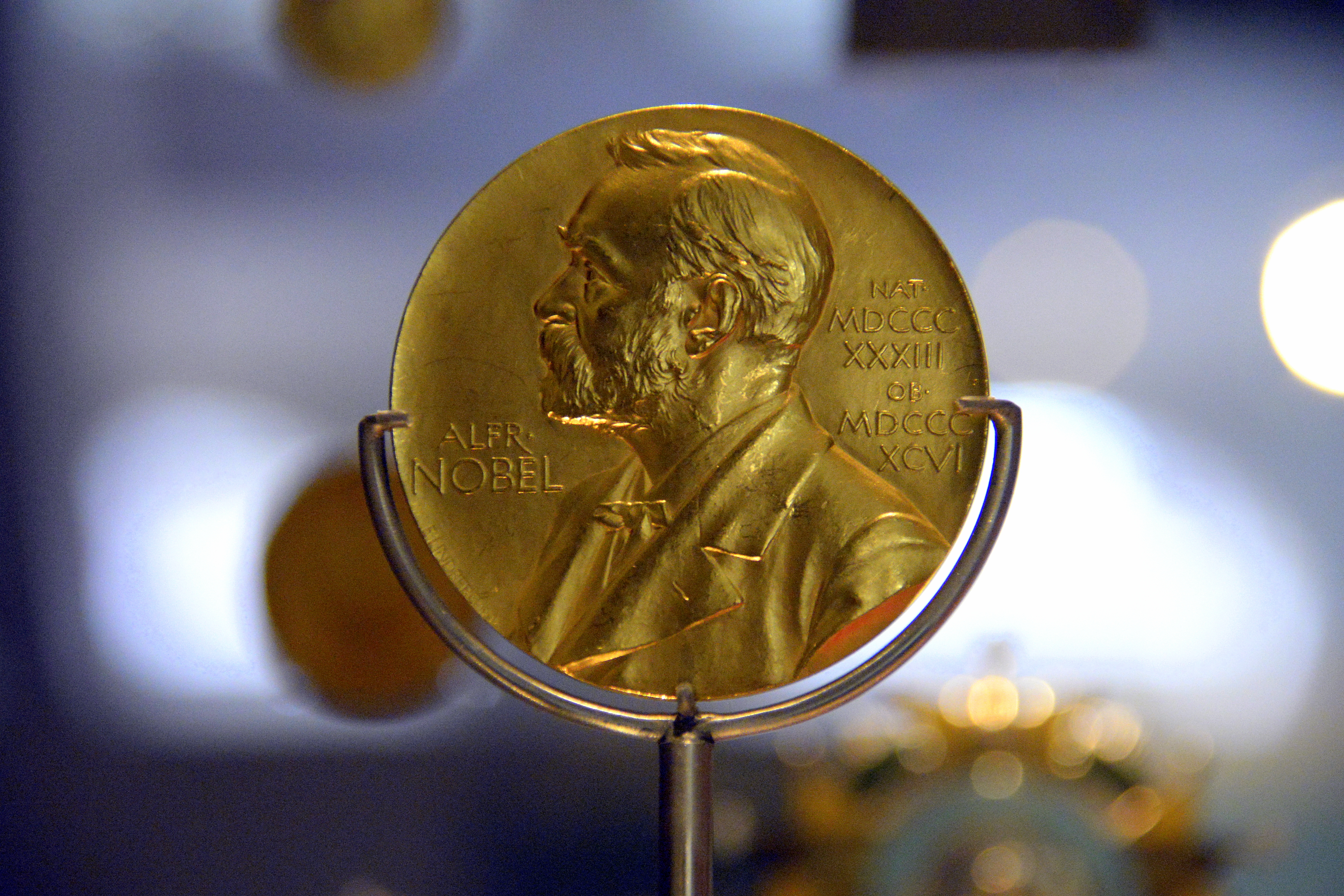
Sir Alexander Flemings guldmedalj som han erhöll 1945.

Nobelprisets medaljer är registrerade varumärken av Nobelstiftelsen. Den 30 maj 2012 tillkännagavs att Svenska Medalj AB i Eskilstuna, fått i uppdrag att tillverka de fem svenska nobelmedaljerna. Dessförinnan tillverkades de av Myntverket i Eskilstuna från 1902 fram till 2010 då Myntverket lades ned. 2011 tillverkade norska Myntverket i Kongsberg samtliga medaljer inklusive fredspriset för det året. Varje medalj har en bild av Alfred Nobel i vänster profil på åtsidan. Medaljerna för fysik, kemi, fysiologi eller medicin och litteratur och har identiska åtsidor som visar Nobels bild samt hans födelse- och dödsår. Nobels porträtt visas också på åtsidan av fredsprisets medalj och medaljen för ekonomipriset men med något annorlunda formgivning. Till exempel är pristagarens namn ingraverat på kanten av medaljen för ekonomipriset. Bilden på reversen av en medalj varierar beroende på institutionen som tilldelar priset. Kemi- och fysikmedaljernas baksidor har samma utformning.
Alla medaljer gjorda före 1980 präglades i 23 karat guld. Sedan dess har de präglats i 18 karats grönt guld pläterat med 24 karat guld. Alla medaljerna väger 175 gram utom medaljen för ekonomipriset som väger 185 gram. Diametern är 66 millimeter. På grund av det höga guldinnehållet och därför att medaljerna gärna visas upp offentligt är risken för medaljstöld stor. Under andra världskriget sändes medaljerna för de tyska forskarna Max von Laue och James Franck till Köpenhamn för förvaring. När Tyskland invaderade Danmark löste kemisten George de Hevesy dem i kungsvatten, för att förhindra konfiskering av Nazityskland och för att förhindra juridiska problem för innehavarna. Efter kriget togs guldet tillvara från lösningen och medaljerna återskapades.
Medaljkonstnären Erik Lindberg har gjort tre olika medaljer för de i Sverige utdelade prisen. Gustav Vigeland har gjort den medalj som åtföljer fredspriset. De svenska medaljerna har på reversen inskriften "Inventas vitam iuvat excoluisse per artes"  (Lyckligt när människans liv uppfinnarens bragder förädla). På den norska står Pro pace et fraternitate gentium  (För fred mellan folken och deras förbrödrande).

### Diplom

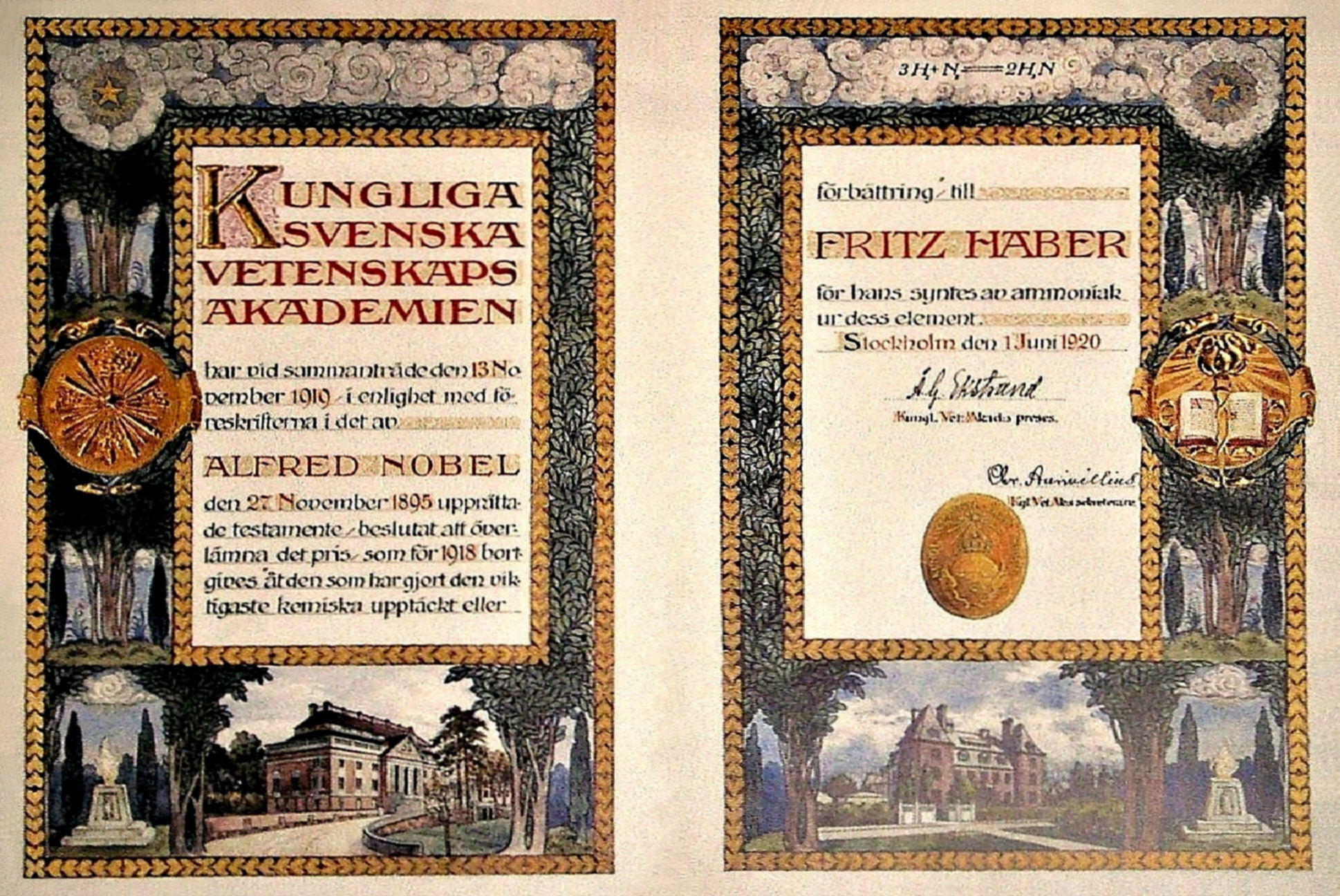
Fritz Habers diplom från 1918.

Diplomet överlämnas i Sverige av Sveriges kung, i Norge av ordföranden i den norska Nobelkommittén. Varje diplom är speciellt utformat för varje pristagare av den prisutdelande institutionen. På diplomet finns en bild, mottagarens namn och vanligen ett citat ur prismotiveringen. På fredsprisdiplomen står dock ingen motivering. Bland konstnärerna bakom diplomen märks kalligraferna Kerstin Anckers och Annika Rücker, och konstnärerna Richard Vakil och Gunnar Brusewitz, konstnär och författare.

### Prissumman

Utvecklingen av prissumman för nobelpriset mellan 1901 och 2023.

Pristagarna får en summa pengar när de mottar sina priser, i form av ett dokument som bekräftar beloppet. Prissummans belopp beror på hur mycket pengar Nobelstiftelsen kan dela ut varje år. Prissumman har ökat sedan 1980-talet, då prissumman var 880 000 kronor (cirka 2,6 miljoner kronor idag). Från 2001 var prissumman tio miljoner kronor men 2012 sänktes den med två miljoner till totalt åtta miljoner för att 2017 åter höjas till nio miljoner kronor. Om det finns två pristagare i en viss kategori, delas bidraget lika mellan dessa. Om det finns tre pristagare har utdelningskommittén möjlighet att dela bidraget lika, eller dela ut halva beloppet till en mottagare och en fjärdedel vardera till de övriga. Det är inte ovanligt att mottagarna skänker prispengarna till vetenskapliga, kulturella eller humanitära ändamål.
1901 var prissumman 150 782 kronor vilket motsvarar drygt åtta miljoner kronor i 2011 års penningvärde. 1994 låg summan på drygt sju miljoner kronor. Mellan 2001 och 2011 var den tio miljoner för att 2012 sänkas till åtta miljoner. Beslutet förklarades med att pengarna måste räcka i framtiden och en orolig finansiell marknad. Högst, omräknat i fast penningvärde, var prissumman 2001.

### Riksbankens ekonomipris
Samtidigt som prisen enligt Nobels testamente delas ut, utdelas också Sveriges riksbanks pris i ekonomisk vetenskap till Alfred Nobels minne, som instiftades 1968 i samband med Riksbankens 300-årsjubileum, och första gången delades ut 1969. Ekonomipriset är således inte ett av de ursprungliga nobelprisen eftersom det inte förekom i Alfred Nobels testamente, men hanteras i övrigt precis som nobelprisen. Prisutdelningen hanteras av Nobelstiftelsen, pristagare utses av Kungl. Vetenskapsakademien, prissumman är densamma som för nobelprisen och priset överlämnas av konungen vid samma ceremoni som de fyra nobelpris som delas ut i Stockholm.

### Ytterligare priser
Anledningen till att Alfred Nobel inte instiftade ett pris i matematik har debatterats, och det påstås ibland att han ville undvika att en svensk matematiker, Gösta Mittag-Leffler, skulle föräras priset. Det finns dock inget historiskt stöd för detta, och troligare är att Nobel helt enkelt inte ansåg att matematiken var lika viktig för mänskligheten som de fem områden som priset instiftades till. Nobelstiftelsen beslutat att inte acceptera ytterligare priser vid framtida utdelningar. Bland annat så försökte Jakob von Uexkull utan framgång intressera Nobelstiftelsen för ett nytt pris innan han 1980 inrättade Right Livelihood Award, även kallat det alternativa nobelpriset.
Även Michael Nobel (född Oleinikoff), avlägsen släkting till Alfred Nobel, stötte på problem med Nobelstiftelsen när han i september 2007 ville tillkännage fyra nya "nobelpris" i alternativ energiteknik. Nobelstiftelsen samt Nobelfamiljens ordförande betraktade detta som varumärkesintrång och missbruk av goodwill, och medarrangörerna drog sig därför ur.

### Skillnad mellan priserna
En sammanfattande bild över skillnaderna mellan de olika prisen ser ut så här:
| Pris                    | Beslutande organ                            | Beredande organ                      | Före beslut diskuteras förslaget i         | Särskilt stödjande organ                                                 | Prisutdelningen ordnas av |
| ----------------------- | ------------------------------------------- | ------------------------------------ | ------------------------------------------ | ------------------------------------------------------------------------ | ------------------------- |
| Fysik                   | Kungl. Vetenskapsakademien (hela)           | Nobelkommittén för fysik             | Klassen för fysik inom Vetenskapsakademien | —                                                                        | Nobelstiftelsen           |
| Kemi                    | Kungl. Vetenskapsakademien (hela)           | Nobelkommittén för kemi              | Klassen för kemi inom Vetenskapsakademien  | —                                                                        | Nobelstiftelsen           |
| Fysiologi eller medicin | Nobelförsamlingen vid Karolinska Institutet | Karolinska Institutets Nobelkommitté | —                                          | —                                                                        | Nobelstiftelsen           |
| Litteratur              | Svenska Akademien (hela)                    | Nobelkommittén för litteratur        | —                                          | Svenska Akademiens Nobelinstitut (med Svenska Akademiens Nobelbibliotek) | Nobelstiftelsen           |
| Fredspriset             | Norska Nobelkommittén                       | Norska Nobelkommittén                | —                                          | Norska Nobelinstitutet                                                   | Norska Nobelinstitutet    |

## Kontroverser och kritik

### Kontroversiella mottagare
Bland övrig kritik har Nobelkommittéerna anklagats för att ha en politisk agenda och för att utelämna mer förtjänstfulla kandidater. De har också anklagats för eurocentrism, särskilt för litteraturpriset.
Fredspriset

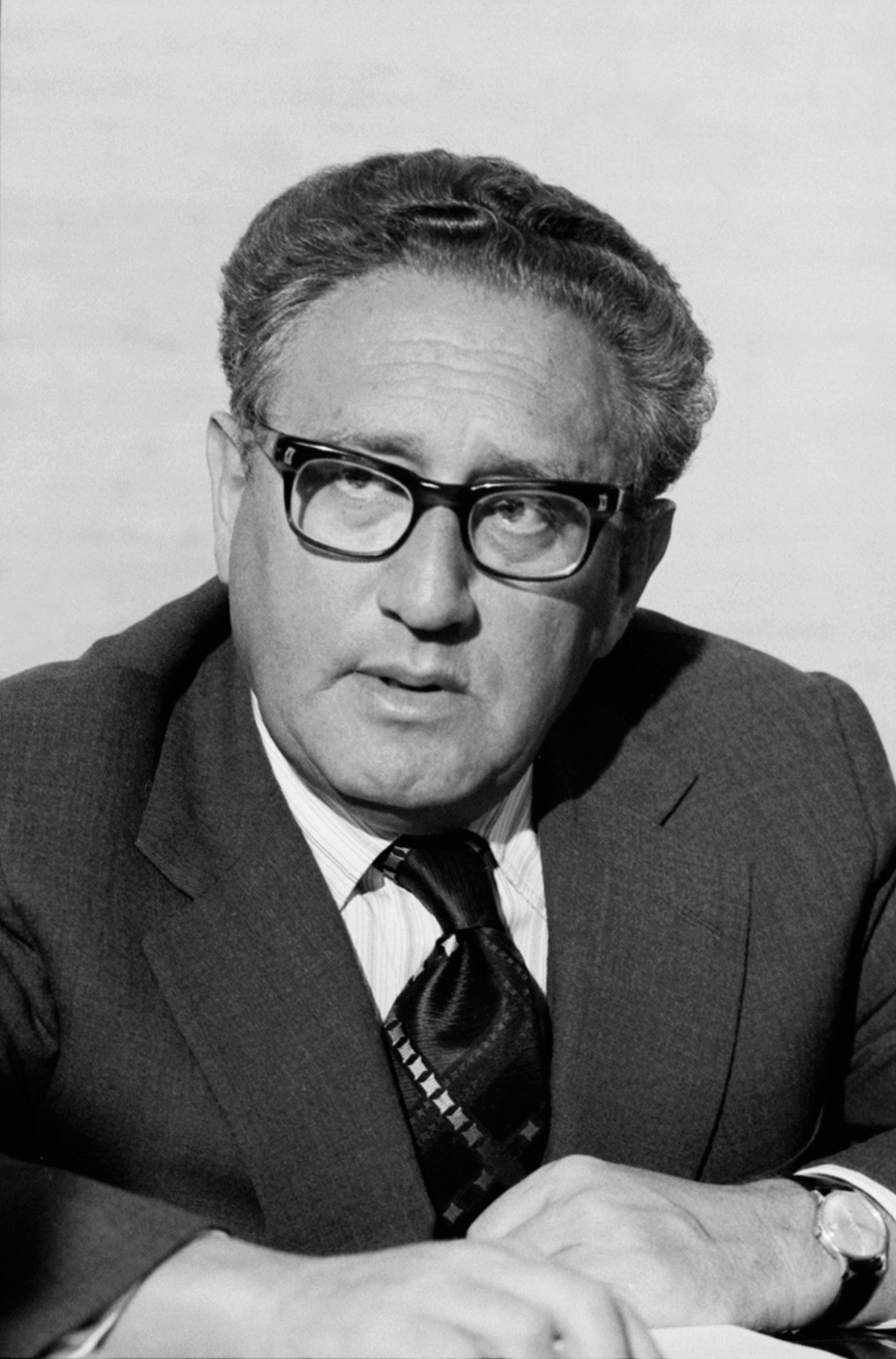
När det tillkännagavs att Henry Kissinger tilldelats fredspriset avgick två medlemmar av den norska Nobelkommittén i protest.

Bland de mest kritiserade fredsprisen var det som 1973 delades mellan Henry Kissinger och Le Duc Tho, som senare avböjde priset. Detta ledde till att två ledamöter i norska Nobelkommittén avgick. Kissinger och Tho fick priset för att ha förhandlat fram ett eldupphör mellan Nordvietnam och USA i januari 1973. När priset tillkännagavs deltog dock båda sidor fortfarande i fientligheter. Många kritiker menade att Kissinger inte var en fredsmäklare utan det motsatta; ansvarig för att utvidga kriget.
Yassir Arafat, Shimon Peres och Yitzhak Rabin fick fredspriset 1994 för sina ansträngningar i fredsprocessen mellan Israel och Palestina. Många frågor, som den svåra situationen för palestinska flyktingar, hade inte tagits upp och ingen slutlig överenskommelse nåddes. Omedelbart efter att priset offentliggjorts fördömde en av norska Nobelkommitténs fem medlemmar Arafat som terrorist och avgick. Ytterligare betänkligheter om Arafat var allmänt uttryckta i olika tidningar.
Ett annat kontroversiellt fredspris var det som tilldelades Barack Obama 2009. Nomineringen hade stängts endast elva dagar efter att Obama tillträtt som president, men den faktiska utvärderingen skedde under de kommande åtta månaderna. Obama själv sade att han inte kände sig förtjänt av priset, eller värdig sällskapet det skulle placera honom i. Tidigare mottagare av fredspriset hade delade meningar, vissa sade att Obama förtjänade priset, medan andra sade att han ännu inte hade förtjänat det. Obamas pris, tillsammans med tidigare fredspris till Jimmy Carter och Al Gore, föranledde också anklagelser om en vänsterorienterad partiskhet.
Litteraturpriset
När Elfriede Jelinek utsetts till 2004 års litteraturpristagare protesterade en av Svenska Akademiens ledamöter, Knut Ahnlund. Ahnlund avgick och hävdade att valet av Jelinek hade orsakat "obotlig skada för alla progressiva krafter, det har förvillat den allmänna synen på litteraturen som konst." Han hävdade att Jelineks verk var "en textmassa som synes hopskyfflad utan spår av konstnärlig strukturering." 2009 års litteraturpris till Herta Müller föranledde också kritik. Enligt The Washington Post hade många amerikanska litteraturkritiker och professorer aldrig tidigare hört talas om henne. Detta gjorde att många ansåg att priserna var alltför eurocentriska.
Vetenskapspriserna
År 1949 mottog den portugisiske neurologen António Egas Moniz priset för fysiologi eller medicin för sin utveckling av prefrontal lobotomi. Föregående år hade Dr. Walter Freeman utvecklat en version av förfarandet som var snabbare och enklare att genomföra. Delvis på grund av publiciteten kring det ursprungliga förfarandet angavs Freemans förfarande som utan hänsyn eller respekt för modern medicinsk etik. Lobotomi, godkänt av sådana inflytelserika publikationer som The New England Journal of Medicine, blev så populärt att ungefär 5000 lobotomier utfördes i USA under de närmaste tre åren efter Moniz mottagit priset.

## Tidigare pristagare

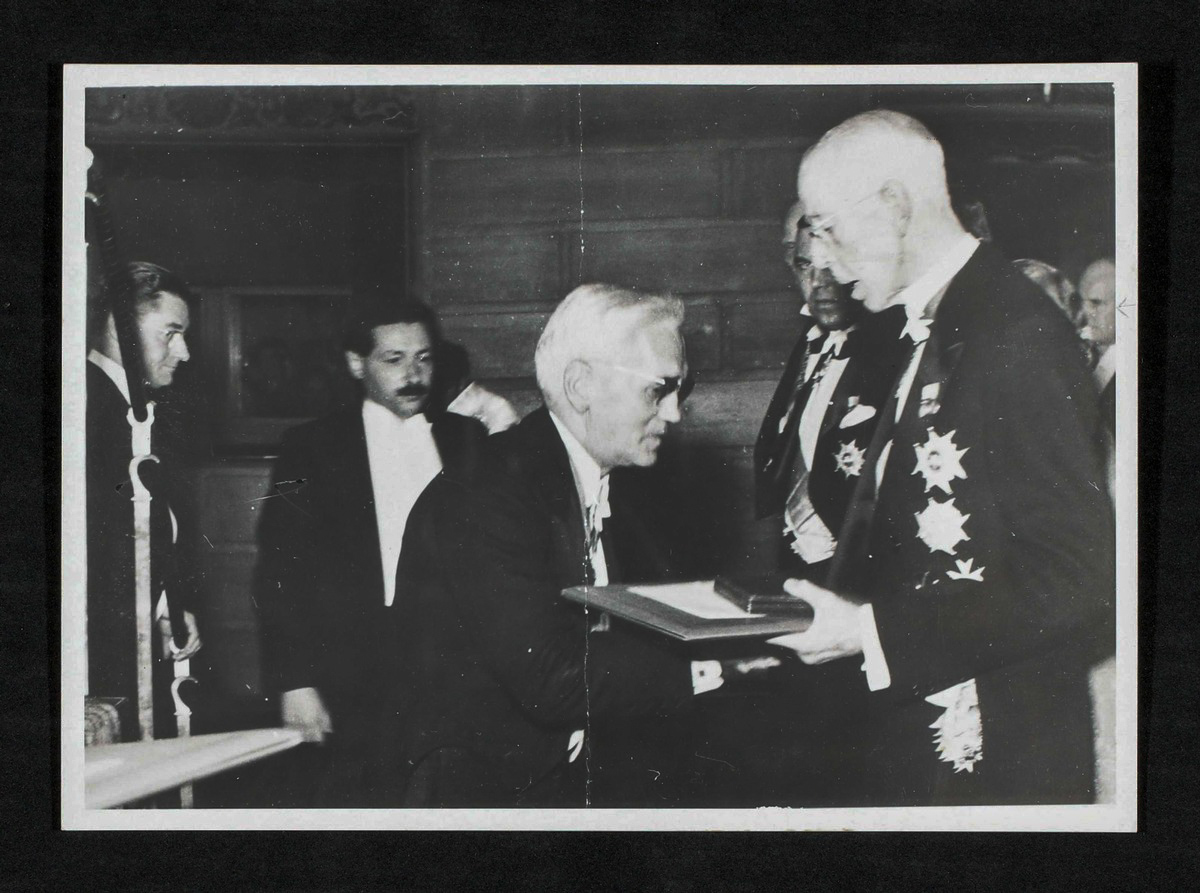
Alexander Fleming tar emot Nobelpriset i fysiologi eller medicin ur Gustaf V:s hand 1945.

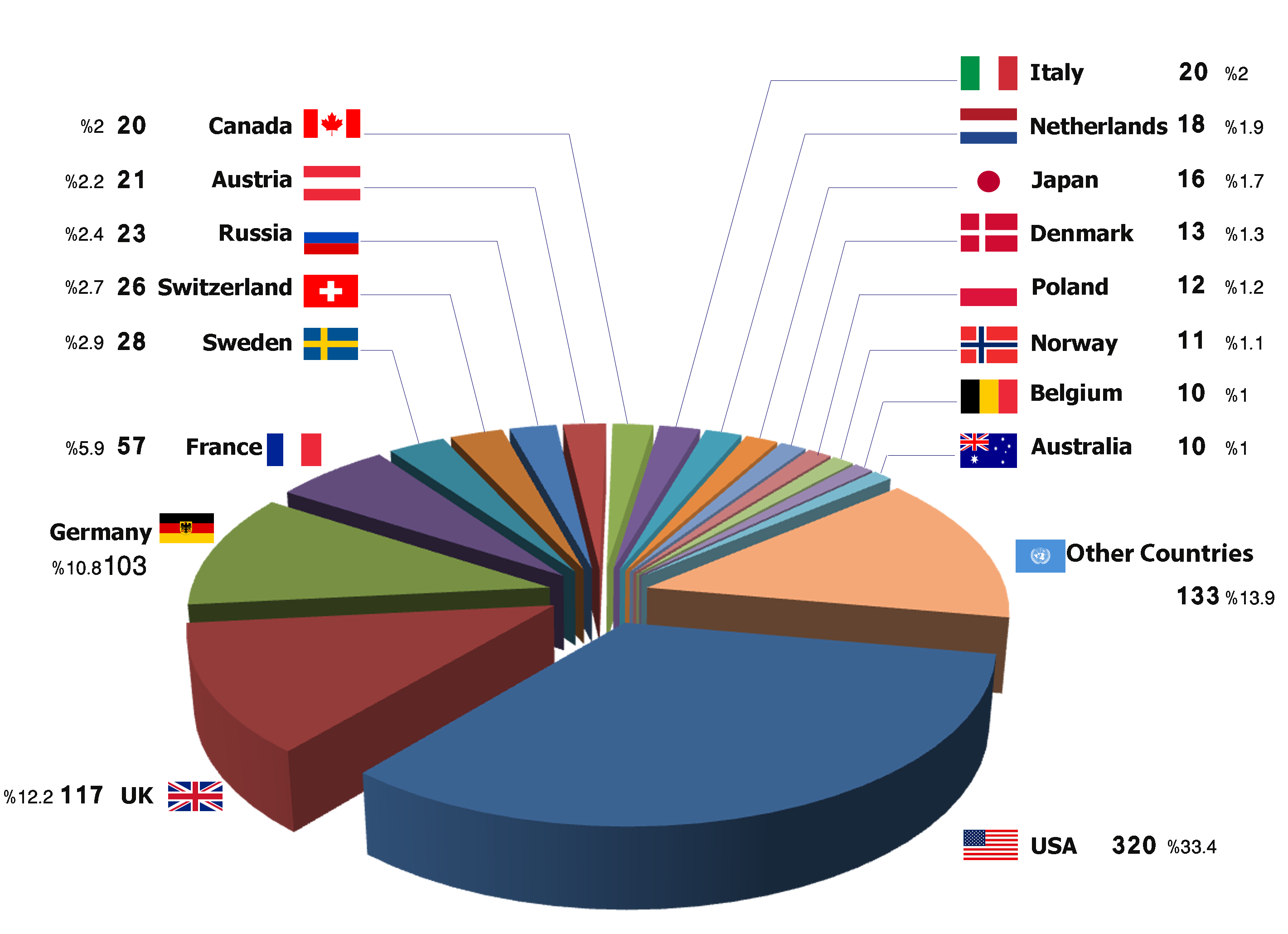
Mottagare per land 1901-2010.

Se även Kategori:Nobelpristagare, Lista över svenska Nobelpristagare och Lista över kvinnliga nobelpristagare
Genom åren har 950 pris delats ut, varav 54 till kvinnor, 869 till män och 27 till organisationer. Den yngsta pristagaren hittills är Malala Yousafzai som var 17 år när hon tilldelades fredspriset. Den äldste är John B. Goodenough som var 97 år när han fick kemipriset 2019. Bland pristagarna märks också Arthur Ashkin som var 96 år när han tilldelades fysikpriset,  Leonid Hurwicz som var 90 år när han fick ekonomipriset 2007, Lloyd Shapley som var 89 år när han tilldelades ekonomipriset, Doris Lessing som var 87 när litteraturpriset 2007 meddelades, men hann fylla 88 före prisutdelningen, och Raymond Davis Jr. som var 88 år när han fick fysikpriset 2002.
Fem personer har hittills (2022) fått Nobelpriset två gånger:
- Marie Curie, 1903 i fysik och 1911 i kemi,
- Linus Pauling, 1954 i kemi och 1962 för fredsarbete,
- John Bardeen, 1956 och 1972 båda i fysik,
- Frederick Sanger, 1958 och 1980 båda i kemi.
- Barry Sharpless, 2001 och 2022 båda i kemi.

Dessutom har organisationerna Internationella Röda Kors-kommittén och FN:s flyktingkommissariat tilldelats fredspriset tre respektive två gånger.
Fredspriset 1988 tilldelades FN:s fredsbevarande styrkor. Eftersom Sverige deltagit med sådana styrkor, tilldelades alla som dittills medverkat i de svenska FN-kontingenterna ett personligt diplom, undertecknat av dåvarande statsrådet och chefen för försvarsdepartementet, Roine Carlsson. Därmed kan ett stort antal svenskar känna sig hedrade som nobelpristagare, om än åtskilligt utspätt. Men alla pengarna stannade hos FN.
Två personer har tackat nej till priset, Jean-Paul Sartre (litteraturpriset) och Lê Đức Thọ (fredspriset). De tre tyska pristagarna Richard Kuhn, Adolf Butenandt och Gerhard Domagk förbjöds av Nazitysklands lagstiftning att motta sina priser efter att den nazist-kritiske Carl von Ossietzky hade tilldelats fredspriset 1935, och den sovjetiske författaren Boris Pasternak tvingades av myndigheterna i Sovjetunionen att tacka nej. Samtliga kunde senare motta sina diplom och medaljer men inte prissumman. Aleksandr Solzjenitsyn tilldelades Nobelpriset i litteratur 1970 men kunde hämta det först 1974 sedan han tvingats i exil.

## Ekonomisk förvaltning
Kapitalet förvaltas av Nobelstiftelsen och uppgick 2022 till 5,8 miljarder kronor.
Första gången priset utdelades var prissumman exakt 150 782 kronor. Jubileumsåret 1951 var prissumman för var och en av grupperna lika exakt 167 612 kronor och 46 öre. 2006 var priset 10 miljoner kronor. I Nobels testamente stod att tillgångarna skulle placeras i "säkra papper ", vilket från början avsåg statliga obligationer. Statsobligationerna gav så småningom sämre utdelning, vilket ledde till att prissumman efter hand sjönk. Så småningom lättade dock den svenska regeringen på bestämmelserna och från 1953 har stiftelsen i stort sett haft frihet att investera pengarna på det sätt som de funnit mest lönsamt.